# Werner Krämer (Archäologe)
Werner Krämer (* 8. März 1917 in Wiesbaden; † 25. Januar 2007 ebenda) war ein deutscher Archäologe für Ur- und Frühgeschichte.

## Leben und Wirken
Der Sohn des Studienrats Max Krämer und dessen Ehefrau Martha Reichwein studierte an den Universitäten München, Marburg und Kiel die Fächer Mittlere Geschichte, Volkskunde und Vor- und Frühgeschichte. Seine Promotion erlangte er in München mit der Arbeit Die Grabfunde der Latènestufen B und C aus Südbayern. Krämer wurde in München aktives Mitglied der katholischen Studentenverbindung Saxonia im Kartellverband, dem er bis zum Tode treu blieb.
In den Jahren von 1947 bis 1956 nahm er Aufgaben als Abteilungsdirektor (Konservator) beim Bayerischen Landesamt für Denkmalpflege wahr. Ein Höhepunkt war in dieser Zeit für ihn die Grabungsarbeiten des Oppidums Manching in der Nähe von Ingolstadt, wo er mit der Erforschung der Kultur der Kelten in Mitteleuropa begann, die ihn zeitlebens beschäftigte.
Im Jahre 1956 wurde er Erster Direktor der Römisch-Germanischen Kommission des Deutschen Archäologischen Instituts (DAI) in Frankfurt am Main. Diese Position nahm er bis zum Jahre 1972 wahr. Von 1972 bis 1980 war er als Nachfolger Kurt Bittels Präsident des DAI.
Während seiner Zeit im DAI begannen die Kontakte zu Brennpunkten der außereuropäischen Archäologie. So konnte er bei der Aufnahme der Tätigkeit der Kommission für Allgemeine und Vergleichende Archäologie (KAVA) in Bonn mitwirken, wobei auch eine Außenstelle des DAI in Sanaa eingerichtet wurde. Im Rahmen der Römisch-Germanischen Kommission setzte er mit der Keltenforschung und den damit verbundenen Grabungen am Limes Schwerpunkte, die internationale Anerkennung fand.

## Auszeichnungen
- Bayerischer Verdienstorden
- 1967 Ehrenmitglied der Royal Irish Academy
- 1975 auswärtiges Mitglied der Koninklijke Academie v. Wetenschappen – Letteren en Schone Kunsten van Belgie
- 1979 Leibniz-Medaille der Akademie der Wissenschaften und der Literatur Mainz
- 1979 Großes Bundesverdienstkreuz

## Mitgliedschaften
- Royal Irish Academy
- Society of Antiquaries of London
- Schweizer Gesellschaft für Urgeschichte
- Institut Italiano di Preistoria e Prostoria
- Jugoslawische Archäologische Gesellschaft
- British Academy London
- Bayerische Akademie der Wissenschaften (korrespondierendes Mitglied)
- Österreichische Anthropologische Gesellschaft
- Prehistoric Society of Great Britain
- Wissenschaftliche Gesellschaft der Johann-Wolfgang-Goethe-Universität
- Österreichisches Archäologisches Institut
- Koninkl. Acad. v. Belgie
- Wissenschaftliche Gesellschaft Berlin

## Schriften
Eine Bibliographie von Werner Krämer findet sich im 65. Jahrgang der Bayerischen Vorgeschichtsblätter (2000), S. 349–360; eine Ergänzung dazu wurde abgedruckt im 72. Jahrgang (2007), S. 421 f. Eine weitere Bibliographie der Veröffentlichungen Krämers hat Matthias Barth in Band 54 des Numismatischen Nachrichtenblatts (2005), S. 323–333 publiziert.
- Cambodunumforschungen 1953 – I. Die Ausgrabung von Holzhäusern zwischen der 1. und 2. Querstrasse (= Materialhefte zur Bayerischen Vorgeschichte. Heft 9). Lassleben, Kallmünz 1957.
- als Herausgeber: Neue Ausgrabungen in Deutschland. 44 Ausgrabungsberichte. Mann, Berlin 1958
- Das keltische Gräberfeld von Nebringen (Kreis Böblingen). Mit einem Beitrag von Holger Preuschoft (= Veröffentlichungen des Staatlichen Amtes für Denkmalpflege Stuttgart. Reihe A: Vor- und Frühgeschichte. Heft 8). In Kommission beim Verlag Silberburg, Stuttgart 1964.
- zusammen mit Franz Schubert: Die Ausgrabungen in Manching 1955–1961. Einführung und Fundstellenübersicht (= Die Ausgrabungen in Manching. Band 1). Franz Steiner, Wiesbaden 1970.
- 150 Jahre Deutsches Archäologisches Institut. Ansprache bei der öffentlichen Festsitzung der Zentraldirektion und der Mitglieder des Deutschen Archäologischen Instituts am 21. April 1979 in der Kongreßhalle in Berlin. Theodor-Wiegand-Gesellschaft, Berlin 1979.
- Die Grabfunde von Manching und die latènezeitlichen Flachgräber in Südbayern (= Die Ausgrabungen in Manching. Band 9). Franz Steiner, Stuttgart 1985, ISBN 3-515-02490-5.
- Gürtelbleche aus Urartu (= Prähistorische Bronzefunde. Abteilung 12: Gürtel- und Kleiderschmuck. Band 3). Franz Steiner, Stuttgart 1991, ISBN 3-515-05526-6.